# Брауни
Бра́уни (англ. Chocolate brownie) — шоколадное пирожное характерного коричневого цвета (англ. brown — «коричневый»; отсюда и название), прямоугольные куски нарезанного шоколадного пирога. Традиционно для американской кухни.
В зависимости от рецепта, может иметь консистенцию торта, кекса или печенья.
История брауни задокументирована: светская львица Берта Палмер заказала кондитеру Palmer House Hotel десерт, подходящий для посетительниц Всемирной выставки в Чикаго 1893 года: небольшого размера и похожий на сладкий пирог, но при этом удобный для поедания из коробок. Оригинальные брауни содержали грецкие орехи и абрикосовую глазурь, их до сих пор готовят в отеле по оригинальному рецепту.
Первое упоминание слова «брауни» относится к 1896 году: в кулинарной книге Фанни Фармер так названы пирожные из мелассы.

## Виды

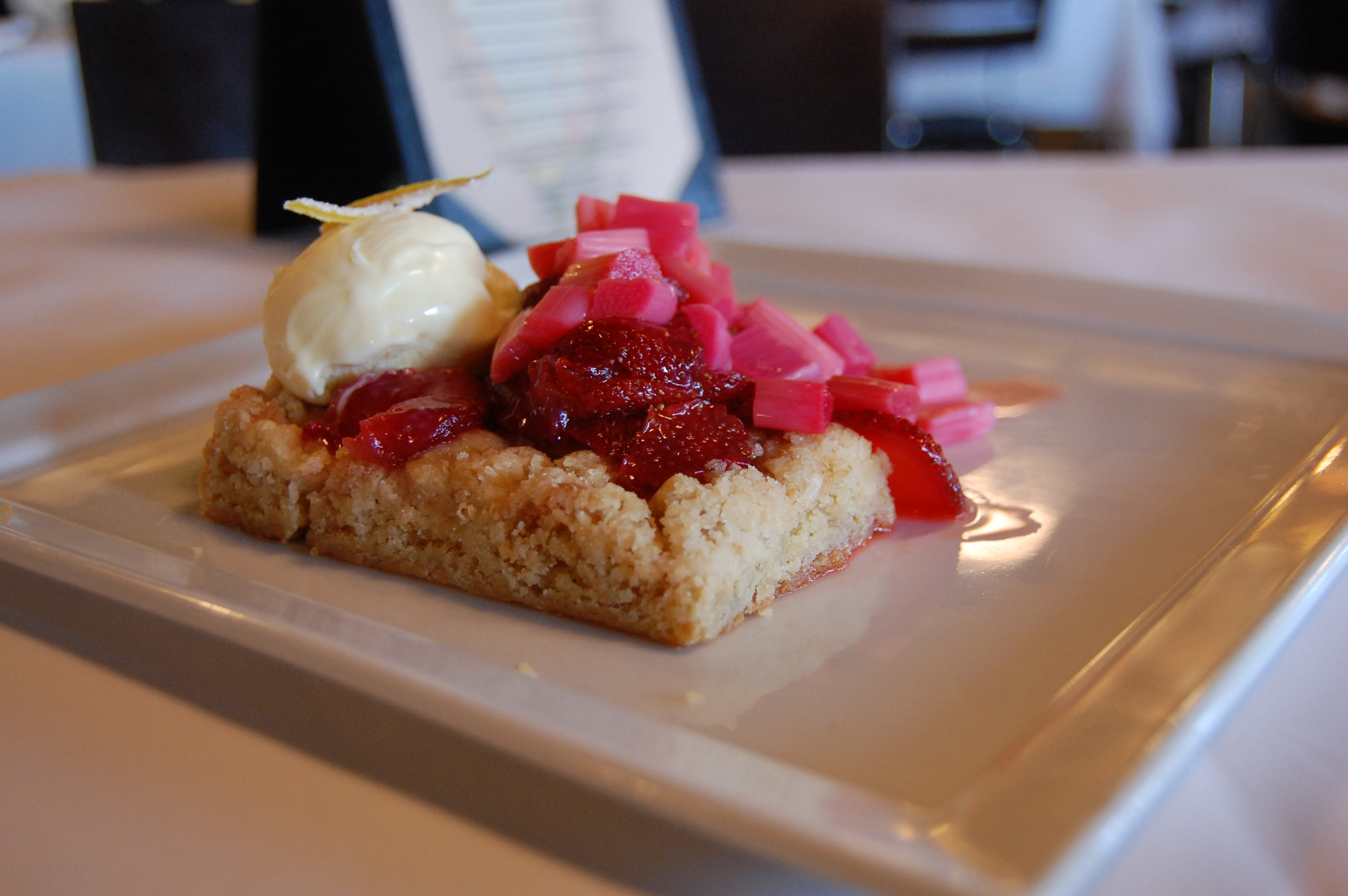
Blondies с клубникой

- Fudgy brownies («живые» брауни с жидким центром).
- Cakelike brownies. Этот рецепт брауни по своей консистенции и вкусовым качествам больше остальных напоминает шоколадные пирожные.
- Chewy brownies. Этот вид брауни имеет тягучее наполнение, которое достигается за счет добавления в тесто дополнительного яйца.
- Blondies. Этот вариант пирога многие также называют брауни из-за его похожести по консистенции. Только в рецептуру blondies не входит шоколад, но добавляется коричневый сахар, масло и яйца.